# 천보 (기업)
천보(Chunbo Co. Ltd.)은 LCD, OLED, 반도체, 이차전지, 의약품 등의 산업에 사용되는 핵심 소재를 개발하고 공급하는 대한민국의 기업이다. 천보정밀은 충청북도 음성에 위치하며, 기초화학 원료인 Oxalic acid를 생산한다. 자회사로 천보비엘에스를 가지고 있다.

## 역사
2007년 설립되었다

## 사고
신규 공장 가스 누출 및 폭발사고가 있었다 인근 공장 근로자와 주변 상인들은 보호구가 없어 사고에 무방비로 노출된다는 우려가 존재한다

## 같이 보기
- 천보정밀

## 참고문헌
1. ↑  한병화, 유진투자증권 천보 2019.01.22
2. ↑  대신증권 기업분석 2023.04.26
3. ↑  미래에셋벤처 천보비엘에스 CB 인수 소식에…천보 14% 강세 서울경제 2025-07-21
4. ↑  정용환, 12년 전 자본금 2억 창업자 가족, 2800억대 주식 부자 됐다, 중앙일보, 2019-02-20
5. ↑  COMPANY UPDATE 삼성증권 2023. 8. 16 천보
6. ↑  문정곤, 새만금 이차전지 기업 천보BLS 잇단 가스누출···인근 공장 근로자 무방비 노출, 전북일보, 2023-06-18